# オカダンゴムシ
オカダンゴムシ (Armadillidium vulgare) は、日本では単にダンゴムシとも言い、人家周辺でよく見かける動物である。頭部には2対の触角が見られ、胸部には7対の歩脚があり、腹部は5節からなるが、上から見ればこれらの区別は難しく、灰色のやや長めの小判型の体に見える。背面は丸く盛り上がり、腹面は平らで、刺激を受けると、腹面を内側に丸まり、ほぼ完全な球形になる。これがダンゴムシの名の由来である。この姿は敵に対する防御の姿勢と考えられ、アルマジロやイレコダニなどとの平行進化の例である。特にタマヤスデとはよく似ており、知識がない人には区別できないほどである。
オカダンゴムシは世界共通で、人家周辺や庭先、畑などで見ることができる。石灰質の土壌を好む。主に落ち葉や雑草、動物の死骸などを食べて育ち、飼育下ではフナムシ同様に魚肉なども非常に好む。木登りも得意であり、幅広い植物の葉をかじったり茎ごと切り落とす。基本的に堅い木質は食べないものの腐食を起こした柔らかい部分は食べる。また、カルシウムなどを補うためにコンクリートの表面も摂取する。
初夏、まとまった雨が降った数日後、大量発生することがある。これらは主に夜間、やわらかい新芽を複数でたかって食害する。この時期、畑や園芸ポットに種を直蒔きする際は注意が必要である。なお、大量発生自体は２週間ほどで収束することが多い。
オカダンゴムシは、元々、日本には生息していなかったが、明治時代に船の積荷に乗ってやってきたという説が有力である。日本にはもともと、コシビロダンゴムシという土着のダンゴムシがいたが、コシビロダンゴムシはオカダンゴムシより乾燥に弱く、森林でしか生きられないため、人家周辺はオカダンゴムシが広まっていった。

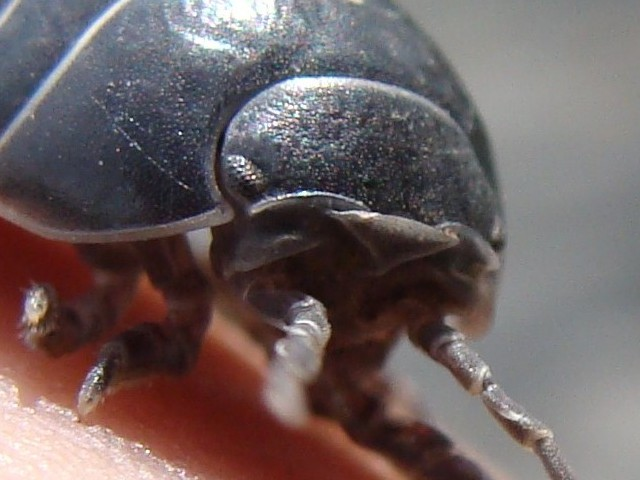
顔
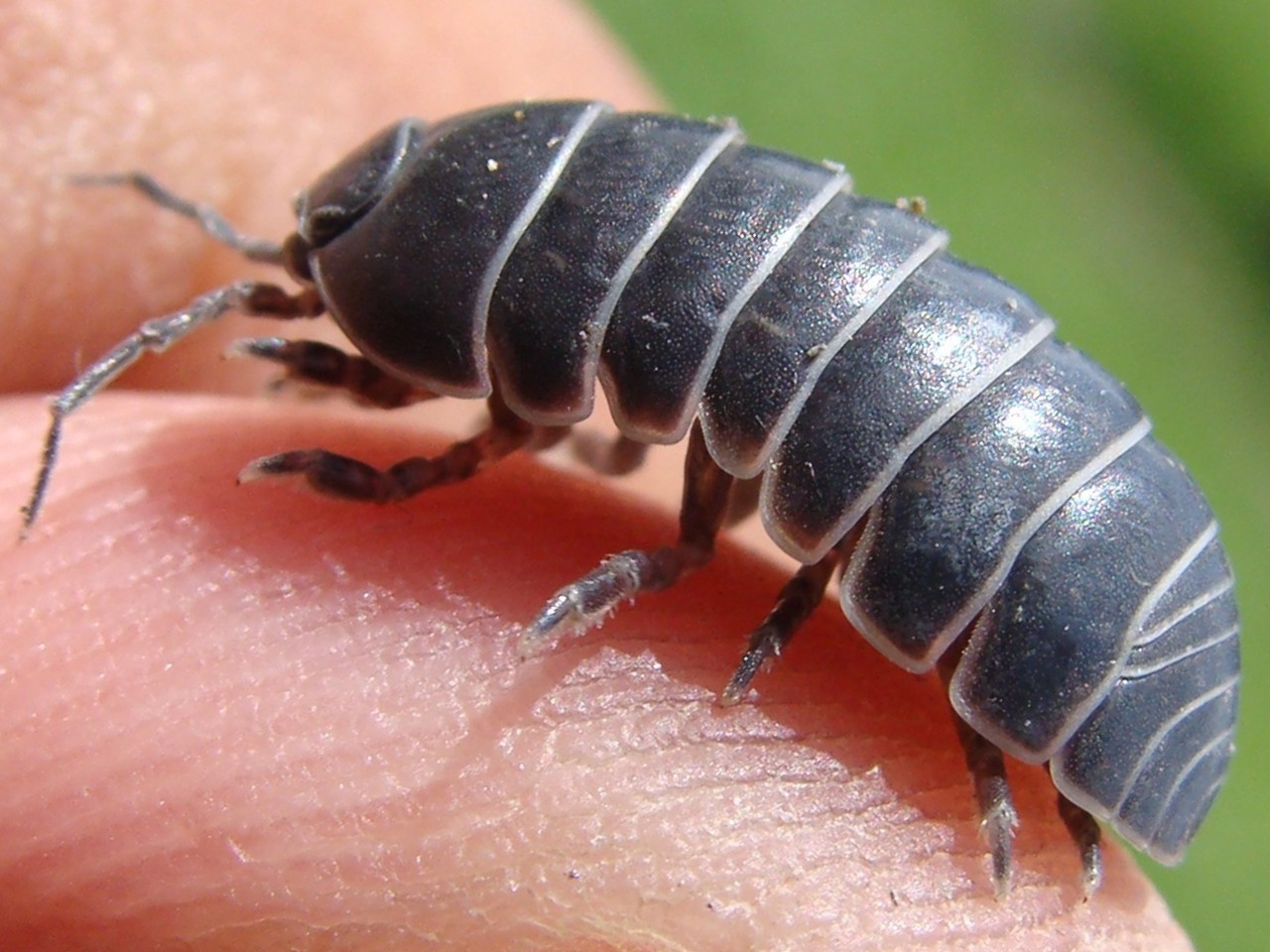
横から
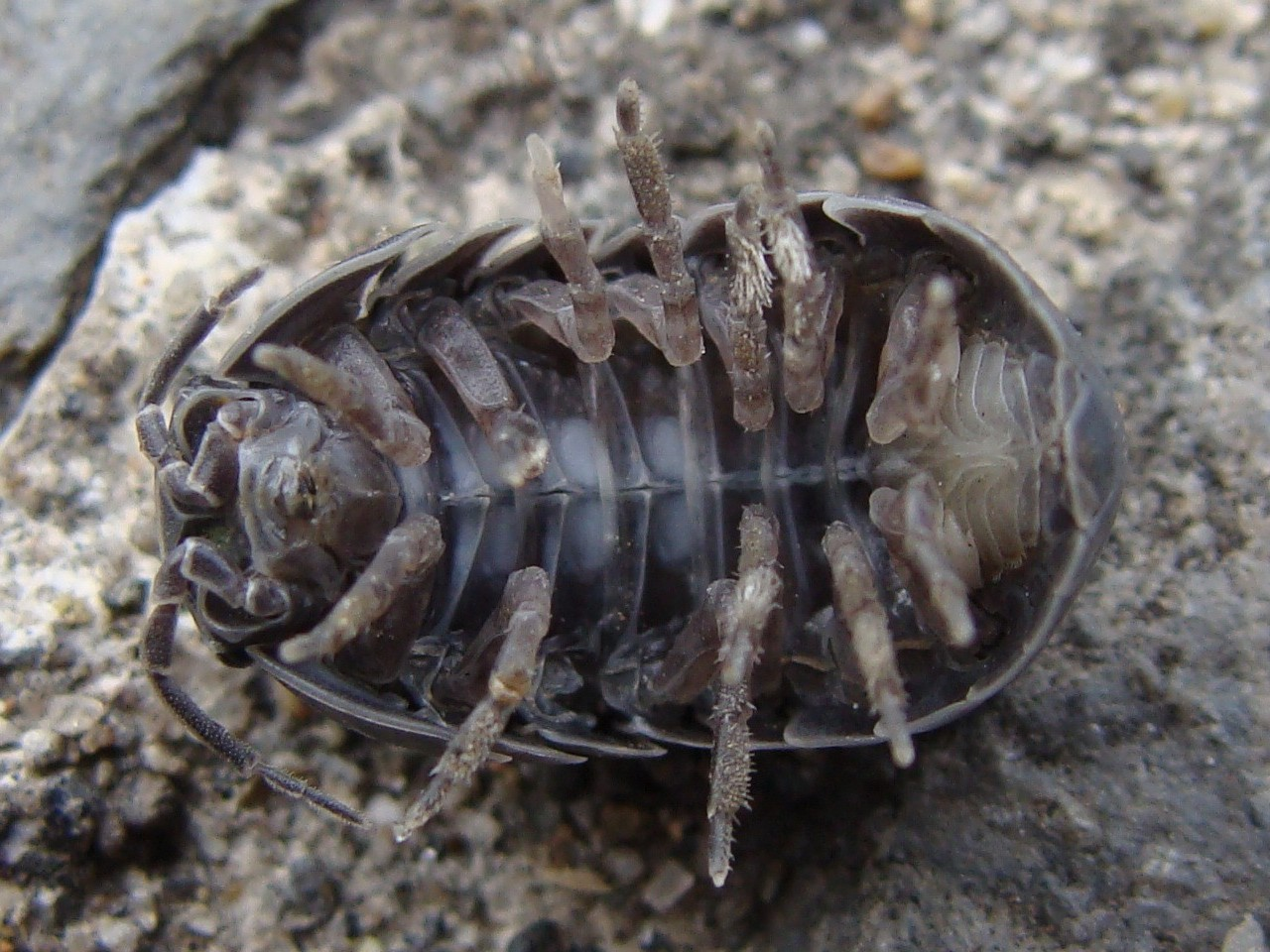
裏側
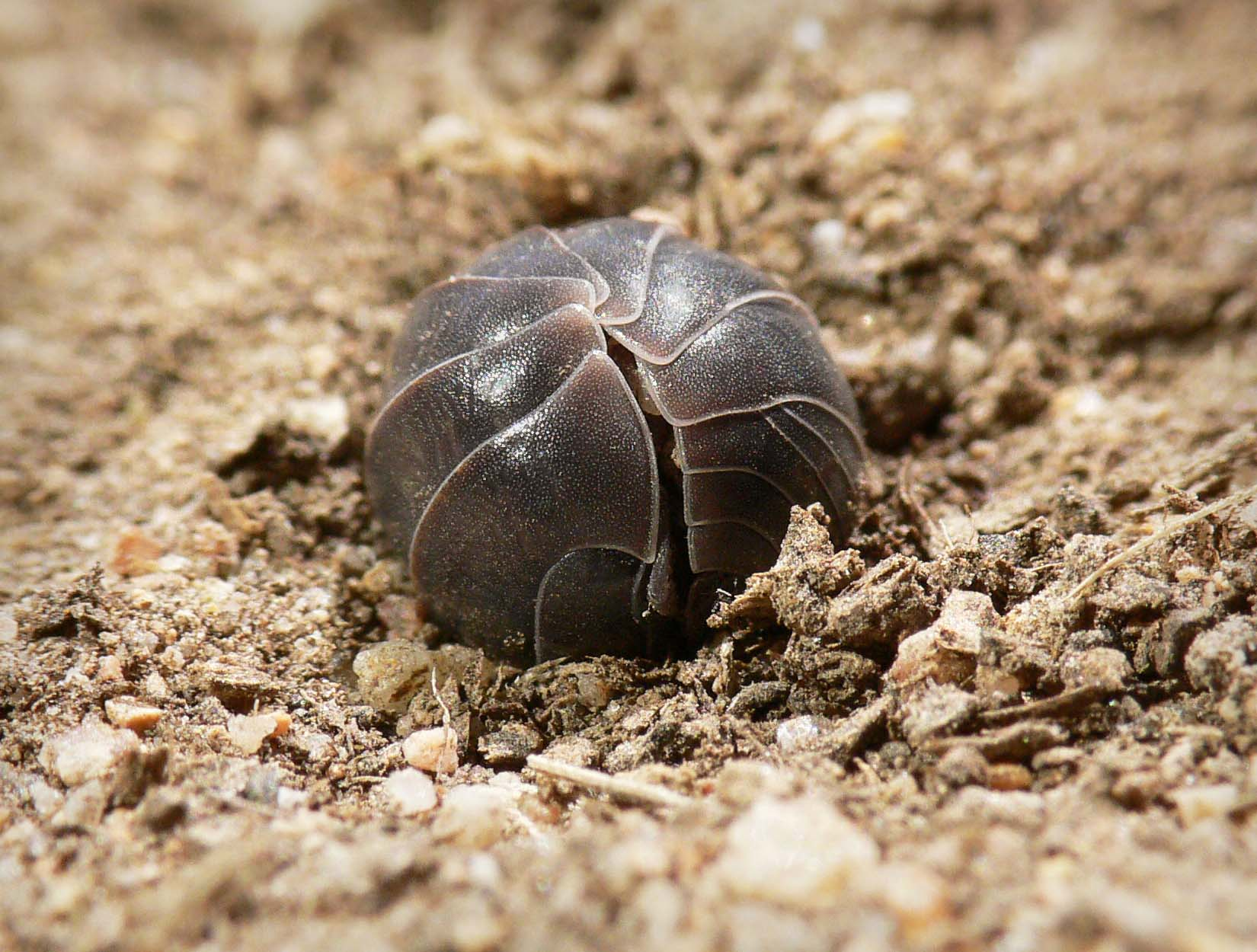
外部からの刺激で丸まった様子

## オカダンゴムシと迷路
動物に迷路を通り抜けさせる実験を迷路実験という。普通は多くの回数をこなして学習をさせなければ成立せず、脊椎動物以外では複雑な迷路を覚えられるものはほとんどないが、迷路に入れられたオカダンゴムシが一発で通り抜けられることがある。
実は、オカダンゴムシには進行中に壁にぶつかると左へ、次は右へ（あるいは右へ、次は左へ）と交互に曲がっていく習性がある。この行動は「交替性転向反応」といい、左右に交互に曲がる事で天敵から逃げられる確率を高めているといわれている。実験によると、前に曲がった方向とは逆の方向へ曲がる確率は前転向点からの距離4cmで約85%、距離16cmで、初めて方向を選択する対照群との差がなくなる。したがって、短い距離で交互に左右に曲がれば抜けられる迷路ならば、オカダンゴムシは学習なしで通り抜けられるのである。